# Pahora cantuaria
Pahora cantuaria är en spindelart som beskrevs av Forster 1990. Pahora cantuaria ingår i släktet Pahora och familjen Synotaxidae. Inga underarter finns listade i Catalogue of Life.